# Манарян, Арман Христофорович
Арман Христофорович Манарян (15 декабря 1929, Эрак, Иран — 16 февраля, 2016, Ереван, Армения) — советский и армянский режиссёр, заслуженный деятель искусств Армянской ССР (1975).
Младший брат актёра Ерванда Манаряна.

## Биография
Родился в Иране, в 1946 году репатриировался в Армению.
Окончил Ереванское музыкальное училище имени Романоса Меликяна, в 1954 году — Ереванскую консерваторию, в 1962 году — режиссёрский факультет ВГИКа (мастерская Г. Рошаля и Ю. Геники), защитился в 1967 году.
С 1962 года — режиссёр киностудии «Арменфильм».
Возглавлял Союз кинолюбителей Армении.

### Семья
- Брат — актёр, сценарист и режиссёр Ерванд Манарян (род. 1924).

## Фильмография
- 1961 — Тжвжик, короткометражный
- 1965 — Бюраканская обсерватория, документальный — также сценарист
- 1967 — Каринэ — также сценарист
- 1970 — Кум Моргана — также сценарист
- 1970 — Родник Эгнар
- 1972 — Возвращение
- 1975 — Вода наша насущная
- 1977 — Приключения в лесу, мультфильм
- 1978 — Ещё пять дней
- 1982 — Сказка о зеркале, мультфильм
- 1984 — Земля и золото (совместно с Г. Маркаряном)
- 1985 — Капитан Аракел
- 1988 — Арцах, документальный — также сценарист
- 1989 — Восстановление, документальный
- 1992 — Товарищ Панджуни — также сценарист
- 1995 — Невежда, мультфильм — также сценарист
- 2010 — Сасна црер / Неистовые из Сасуна, анимационный[4]

## Награды
- Заслуженный деятель искусств Армянской ССР (1975).
- Специальный приз кинопремии «Айак» (2012)[5].